# Marilyn Waring
Marilyn Waring, née le 7 octobre 1952 à Ngaruawahia, est une féministe néo-zélandaise et professeure de politique publique à l'université technologique d'Auckland, connue pour son travail en économie politique, aide au développement et droits humains.

## Biographie
Marilyn Waring nait le 7 octobre 1952 à Ngaruawahia.
En 1975, âgée de 23 ans, elle devient le plus jeune membre du parlement néo-zélandais pour le parti libéral conservateur national. Elle fait ensuite face à des attaques homophobes en raison de son homosexualité. En tant que membre du parlement, elle participait au comité de dépenses publiques. Elle participa à la proposition d'une politique pour une Nouvelle-Zélande sans énergie nucléaire, ce qui a précipité la tenue des élections législatives de 1984. Elle quitte le parlement en 1984.
Elle continua avec une carrière académique, elle est particulièrement connue pour son livre de 1988 If Women Counted est préfacé par Gloria Steinem et étudie la non-prise en compte du travail non rémunéré des femmes dans le produit intérieur brut des États. Elle obtient son doctorat de philosophie en économie politique en 1989. À travers ses recherches et ses écrits, elle est connue comme la créatrice de l'économie féministe. Depuis 2006, Waring est devenue professeur de politique publique à l'université technologique d'Auckland.

## Publications
- Women, Politics, and Power: Essays, Unwin Paperbacks-Port Nicholson Press (1984).  (ISBN 0-86861-562-5)
- If Women Counted: A New Feminist Economics, Harper & Row (1988)
- Three Masquerades: Essays on Equality, Work and Hu(man) Rights, Auckland: Auckland University Press avec Bridget Williams Books (1996)  (ISBN 0-8020-8076-6).
- In the Lifetime of a Goat: Writings 1984–2000, Bridget Williams Books (April, 2004)  (ISBN 1-877242-09-8)
- 1 Way 2 C the World: Writings 1984–2006, University of Toronto Press (2011)
- (en) avec Ngahuia Te Awekotuku, « Foreigners in our own land », dans Robin Morgan, Sisterhood Is Global: The International Women's Movement Anthology, 1984